# バウア (コーチビルダー)
バウア（Baur Karosserie- und Fahrzeugbau GmbH ）1910年ドイツ・シュトゥットガルトで創業した自動車ボディ製造会社(コーチビルダー)で、1999年にIVM Automotive GmbH (英語)グループに買収されている。

## 概要
1930年代からBMWのカブリオレを製造している他ポルシェ、アウディ、欧州フォード、オペルなどとも提携しスペシャルモデルの製造をサポートする。取り外し式オープントップに関してはパテントを持っており、BMW 3シリーズ等をベースとしたユニークなトップ・カブリオモデルの製造でもその名を知られている。

## BMW関連の車両生産
1971年タルガ・スタイルのルーフを持つ1600-2カブリオレの製造を開始。
当初はBMWのディーラーで選べるオプションという扱いであったが、BMW認定ということで新車保証を受けことができた。
なお「タルガ」の名称はポルシェが登録しており正式には使えないためトップ・カブリオ(TC)という名称であった。
生産台数は1600-02が1910台、2002カブリオレが200台、E110 700 スポーツ・カブリオレが2597台。
M1も当初の開発元だったランボルギーニの作業の遅さから、BMWはのちに生産をバウアに委託している。
Baur TC1
1977年「02シリーズ」の跡を継いだ初代E21 3シリーズ"Top Cabrio" (TC)登場。　
Baur TC2
1982年2代目E30 3シリーズ"Top Cabrio" (TC)登場。1986年からはバウアが開発しBMWで自製された「フルカブリオレ」も登場するが、バウア生産のTCも引き続きラインナップされE30末期まで継続された。このモデルはBMW JAPANの手により、日本でも正規輸入・販売が行われていた。
Baur TC3
1987年登場のZ1
Baur TC4
1990年代の3代目E36 3シリーズにはBMW自製による2ドア・カブリオレが存在していたが、バウアからは4ドア・ドアフレーム付のカブリオレが入手できた。　
なお一連のTCシリーズはノーマルのBMWをオーナーがバウアに持ち込み、後から改造することもできた。

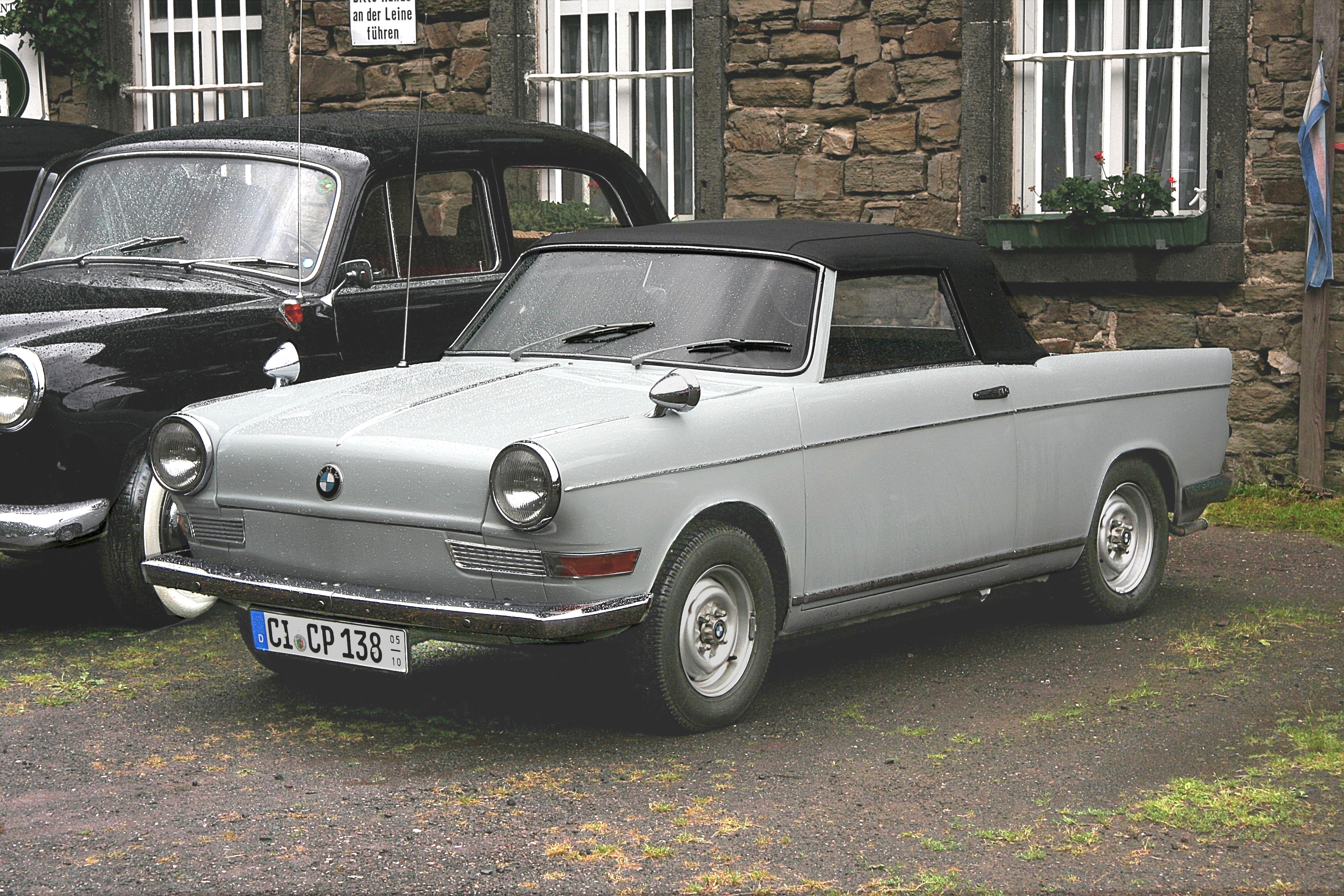
BMW・700 カブリオレ
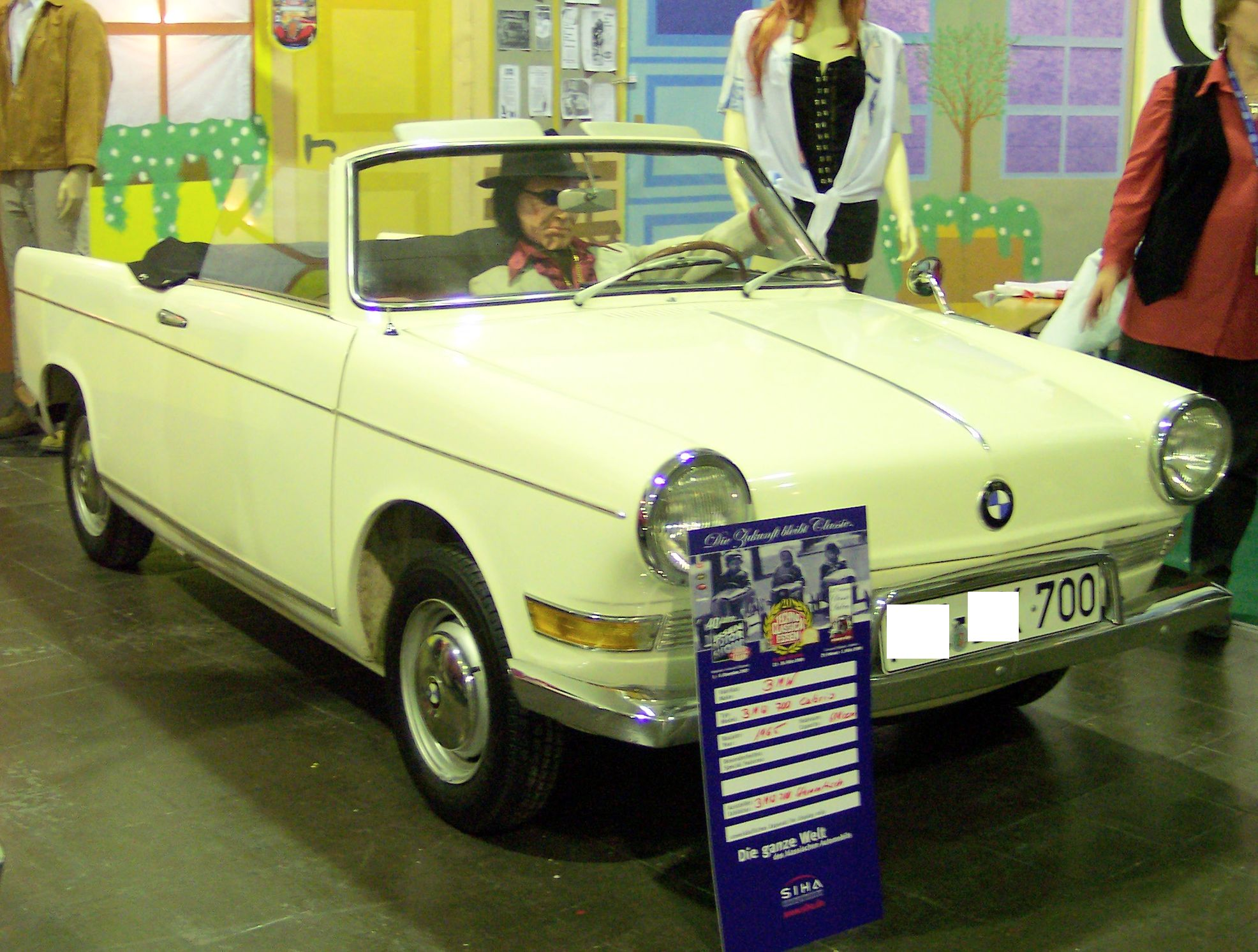
BMW・700 カブリオレ
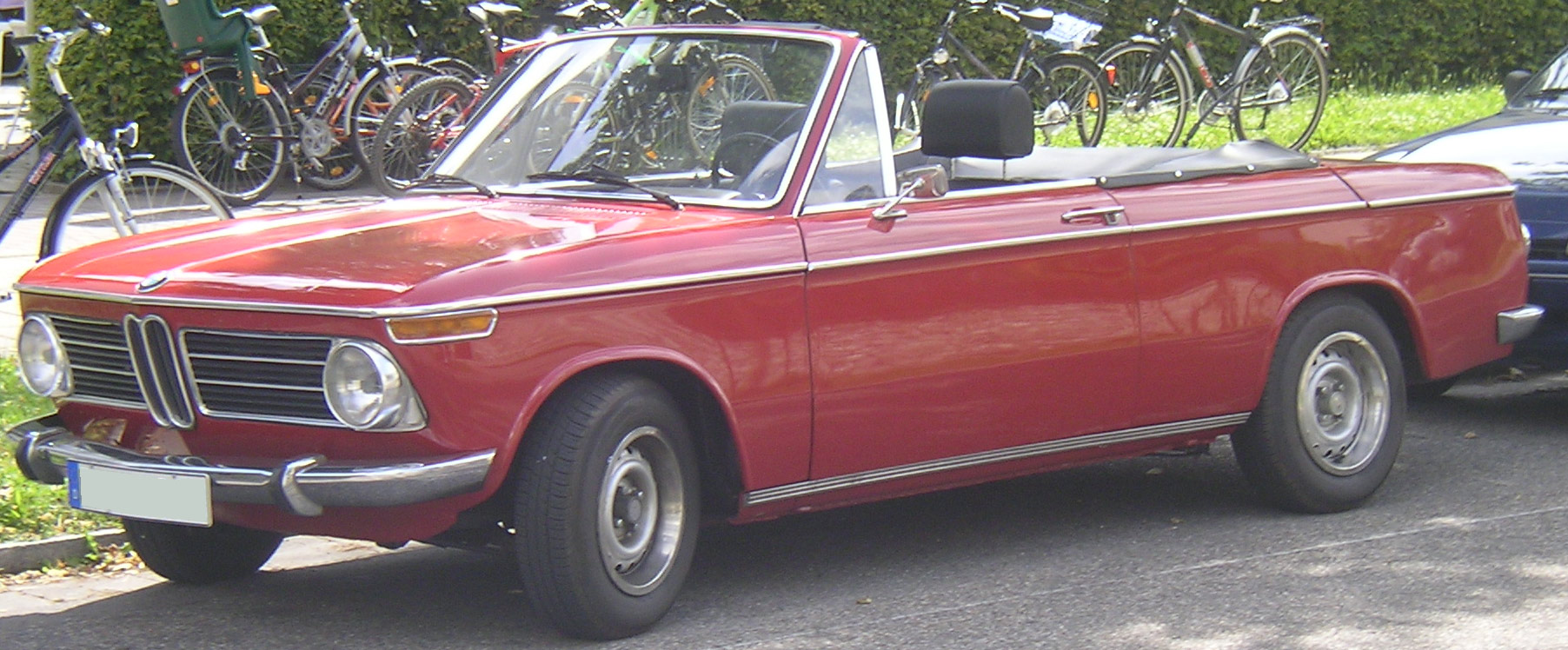
BMW・1600-2 カブリオレ
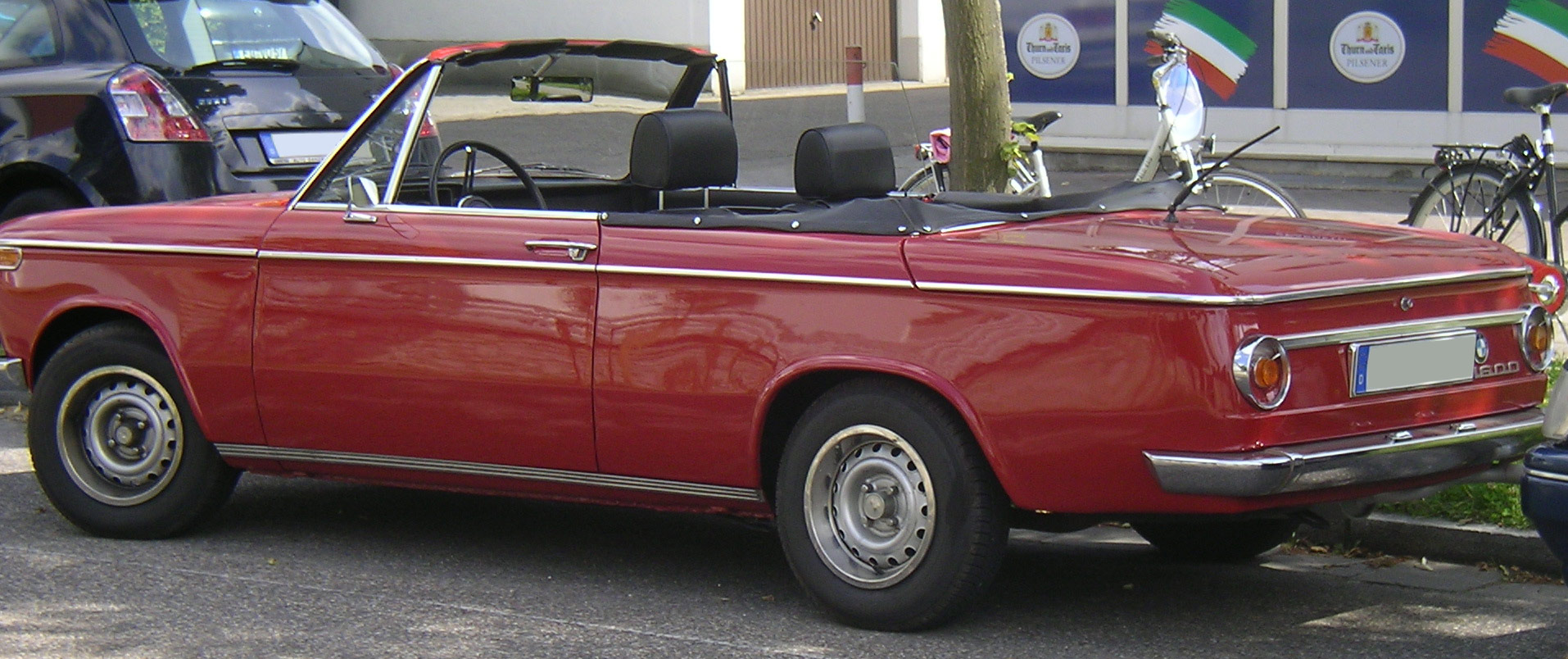
BMW・1600-2 カブリオレ
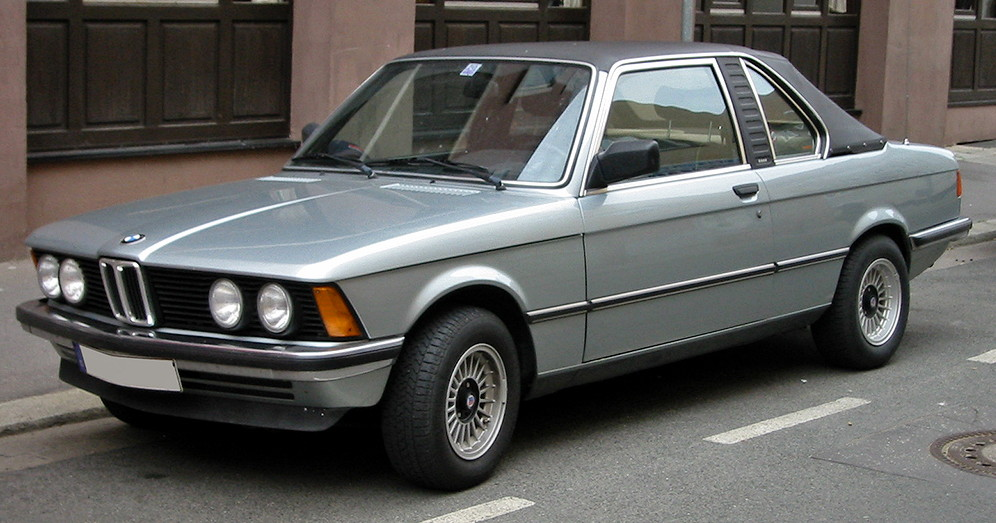
バウア・TC1
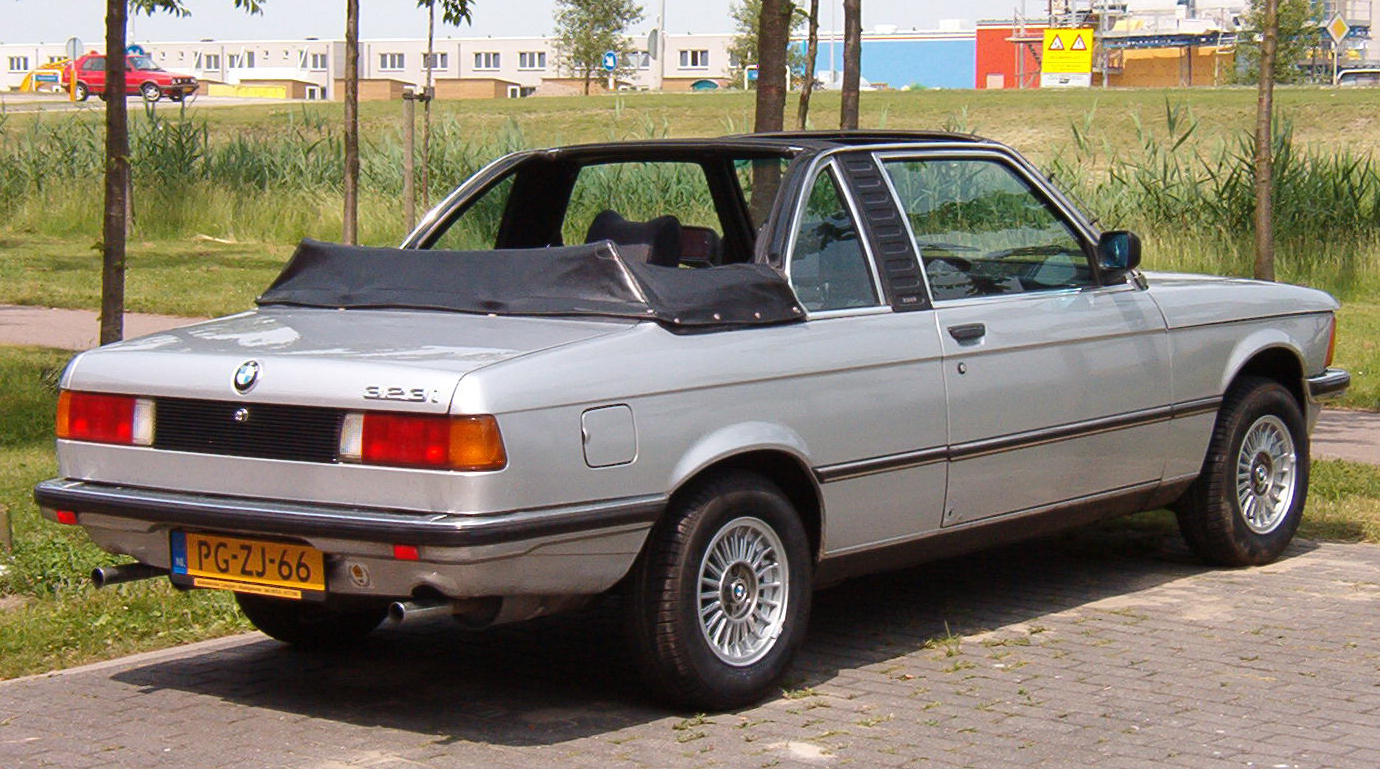
バウア・TC1
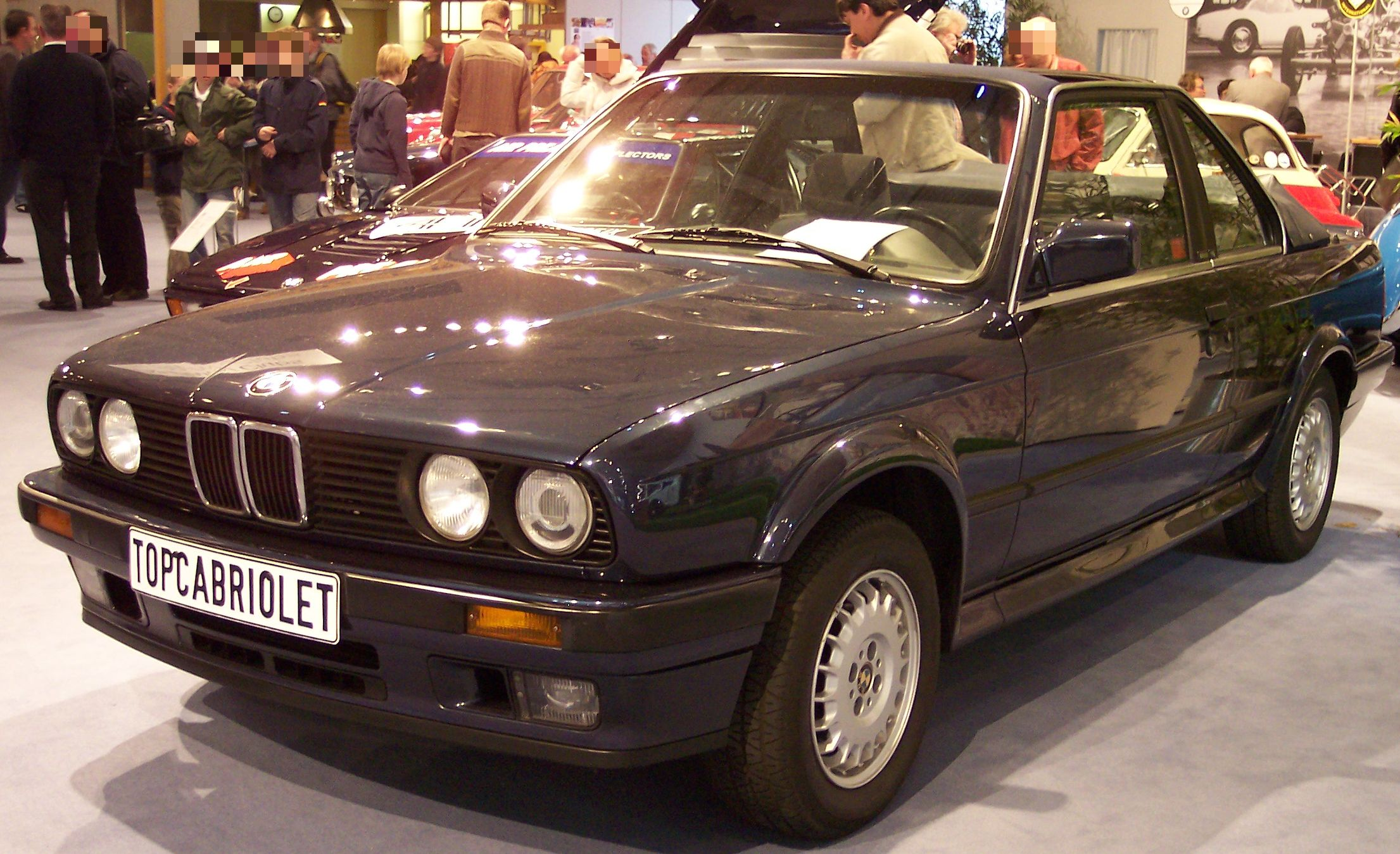
バウア・TC2
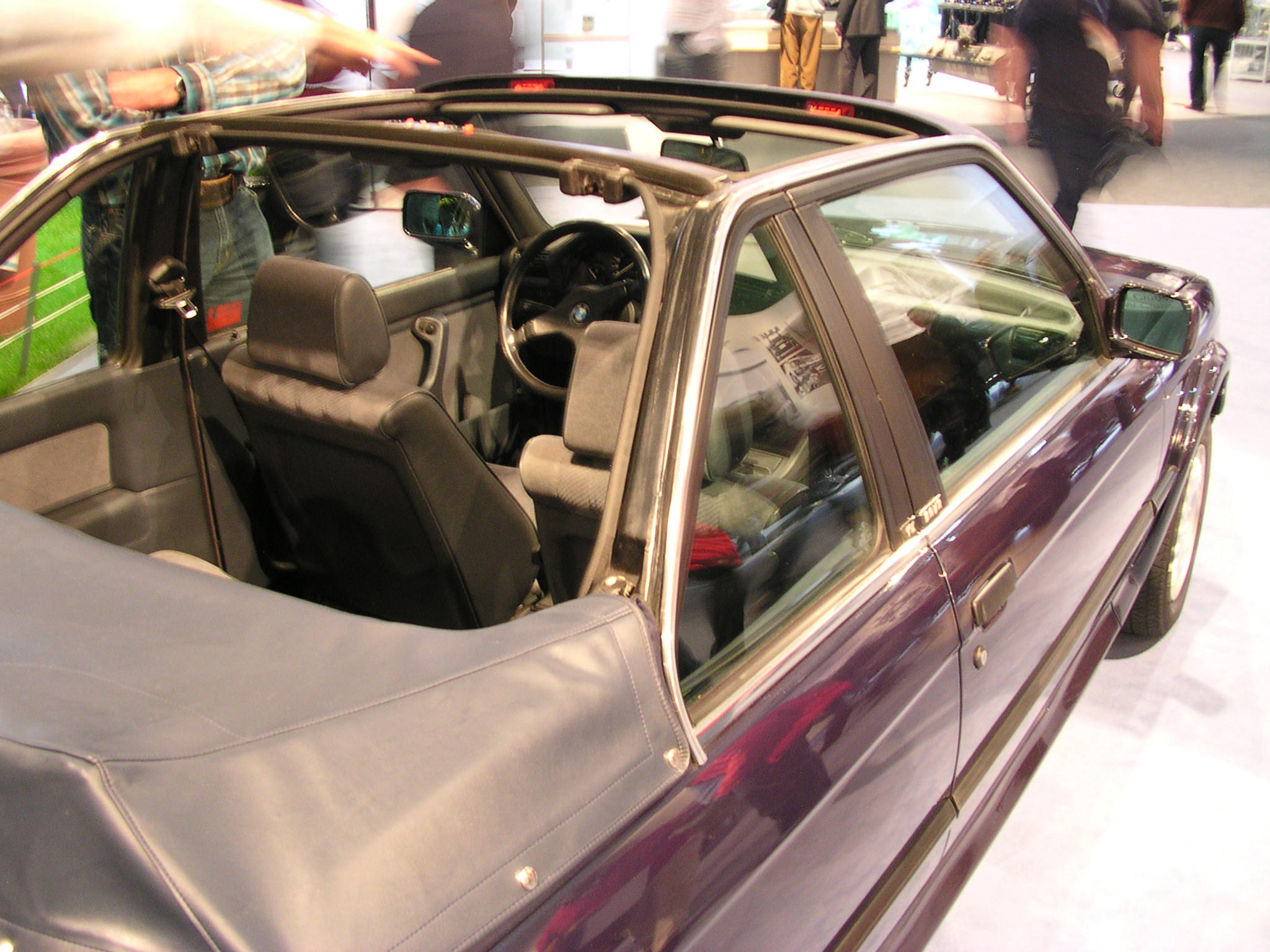
バウア・TC2
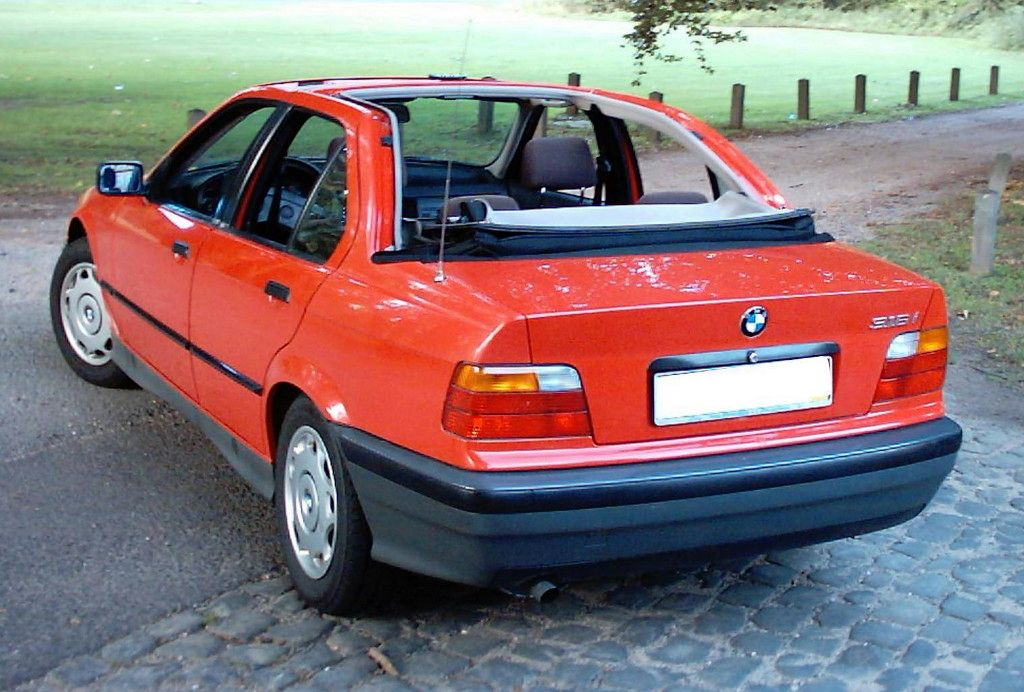
バウア・TC4
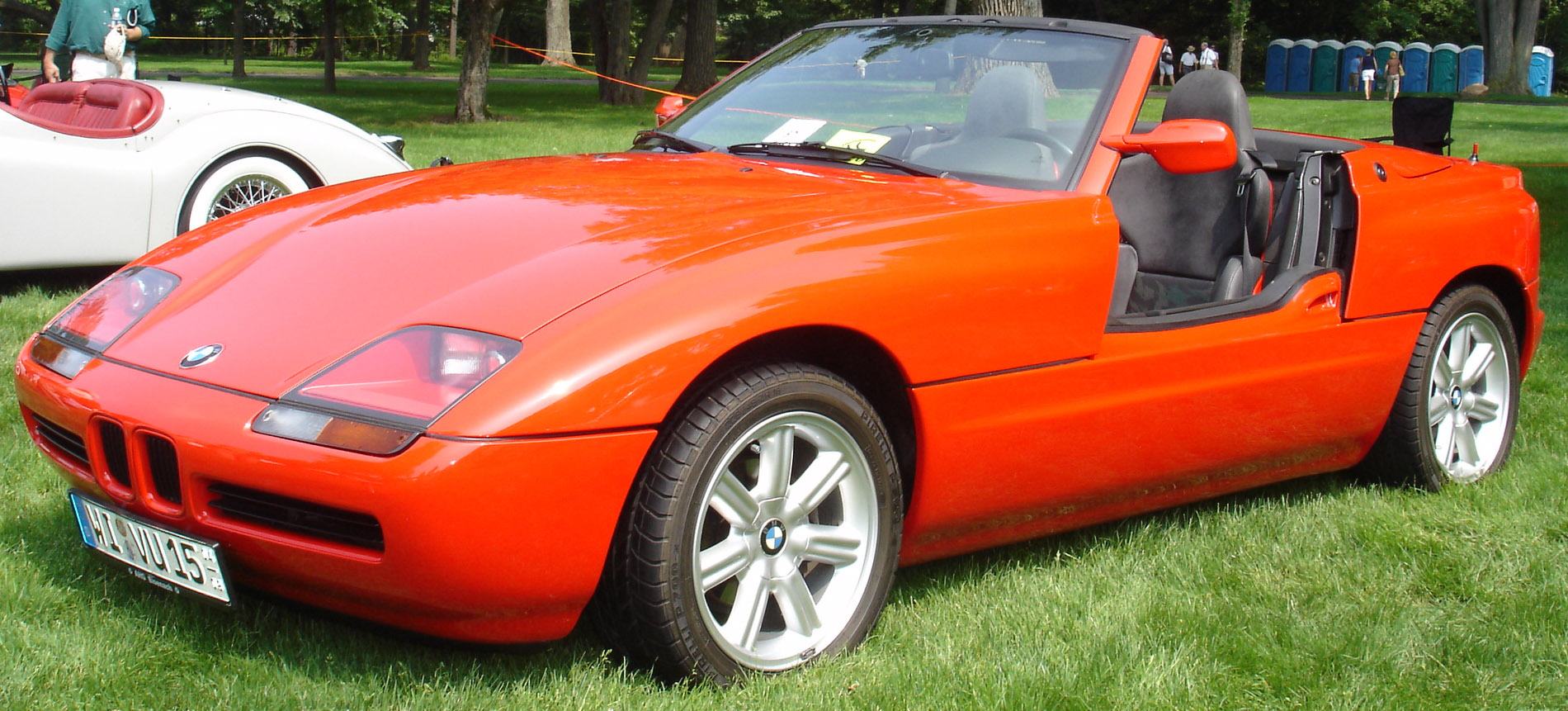
BMW・Z1
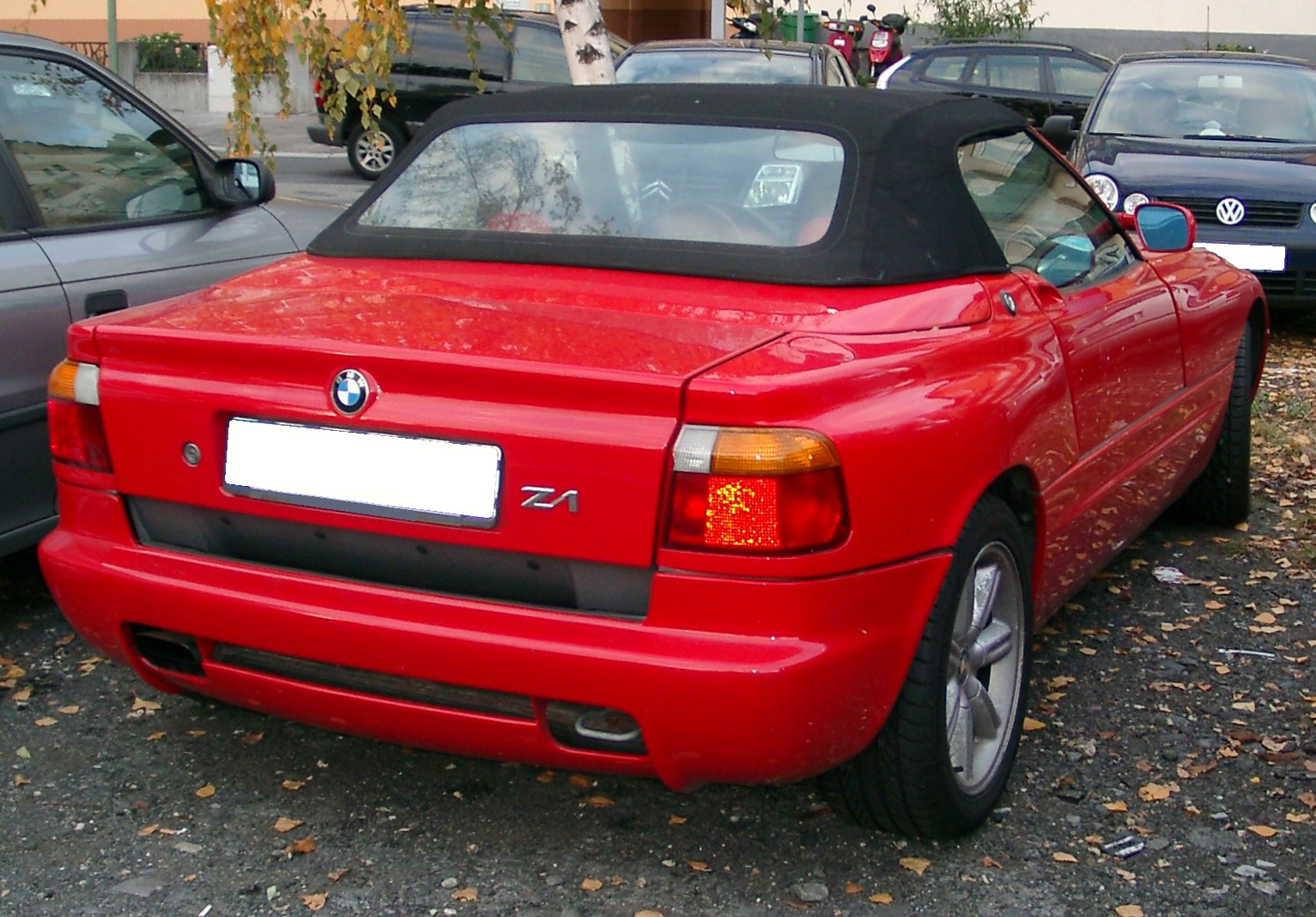
BMW・Z1
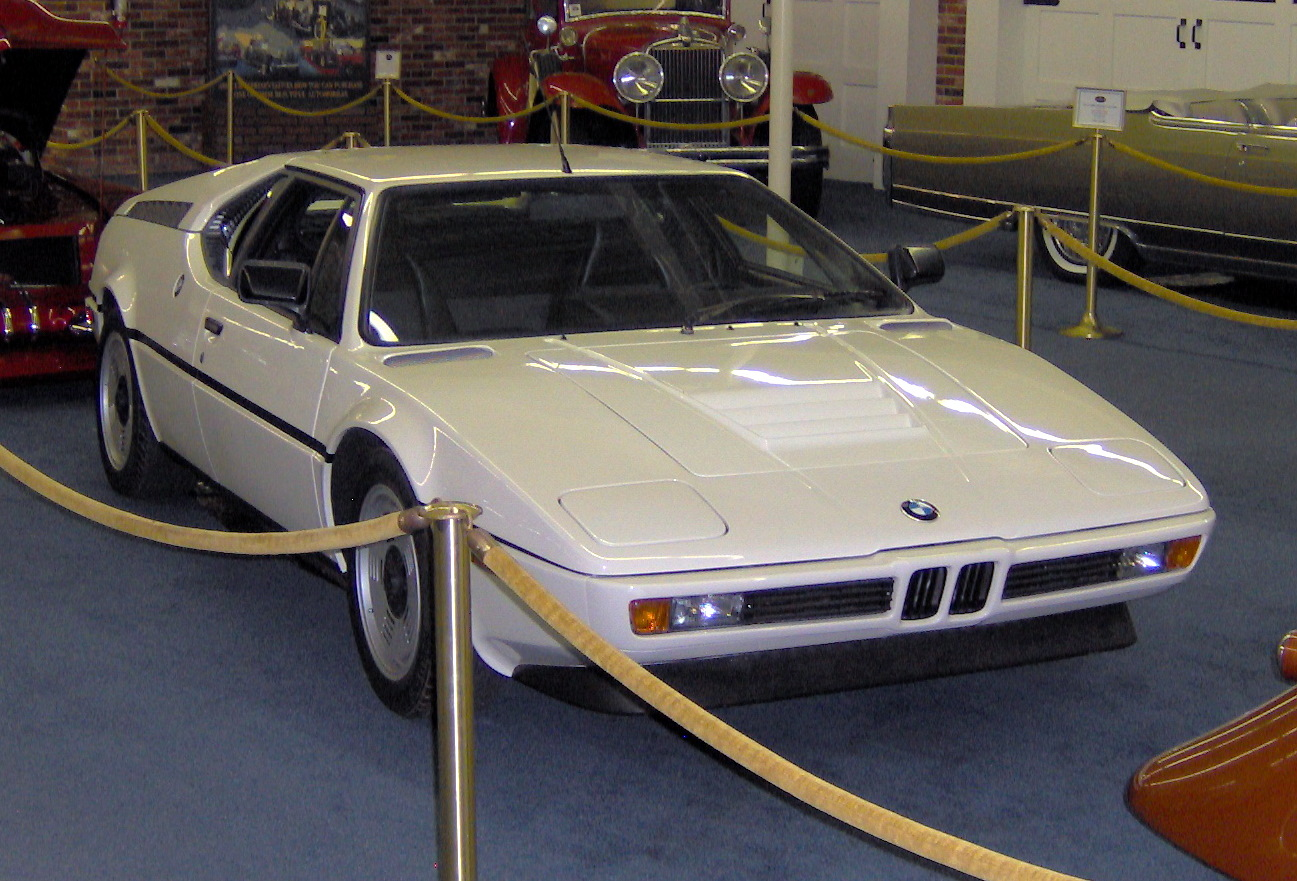
BMW・M1
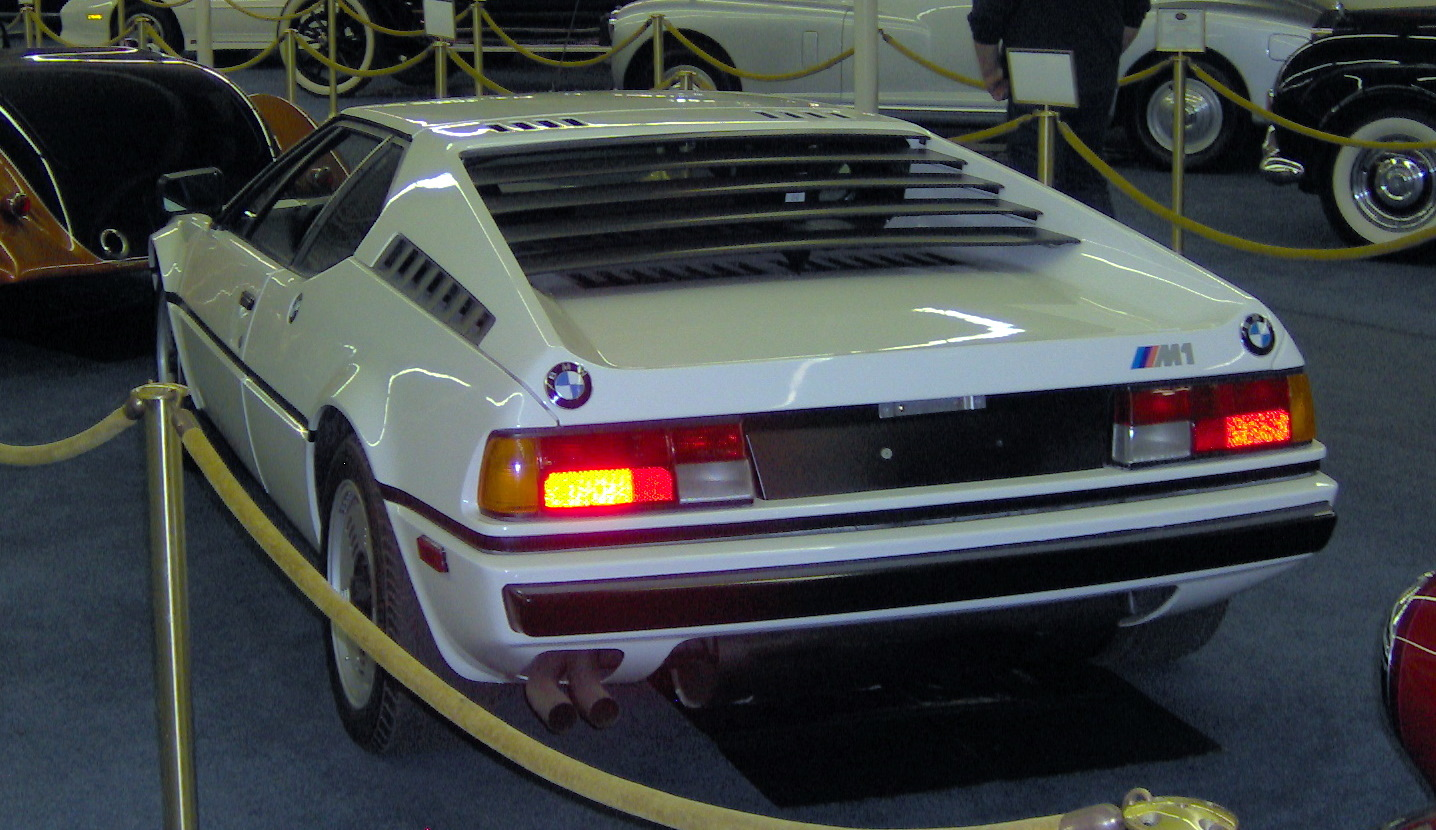
BMW・M1

## その他の車両生産等
1973年から1979年にかけてオペル・ディプロマット（Opel Diplomat）をベースとしたビッター・CDのボディを製造。
1976年から1978年にかけてオペル・カデット C Aeroという名称でバウア・トップ付きを製造。
また興味深いことにポルシェが1983年に登場させたスーパーカー959の生産も実はバウアが担当
していた。組み立てラインではポルシェの検査員がボディの仕上げなどの確認を行っていた。その他ポルシェ車のスペシャルオーダー内装などはほとんどがバウアの手によって行なわれていた。
さらにアウディ スポーツ・クワトロのボディやロボット溶接によるアウディ・クワトロの専用サスペンション部品はバウアの製造であった。
2002年のジュネーブ・モーターショーではバウア・Gカブリオ XL(メルセデス・ベンツ・Gクラスロングベース)を発表。

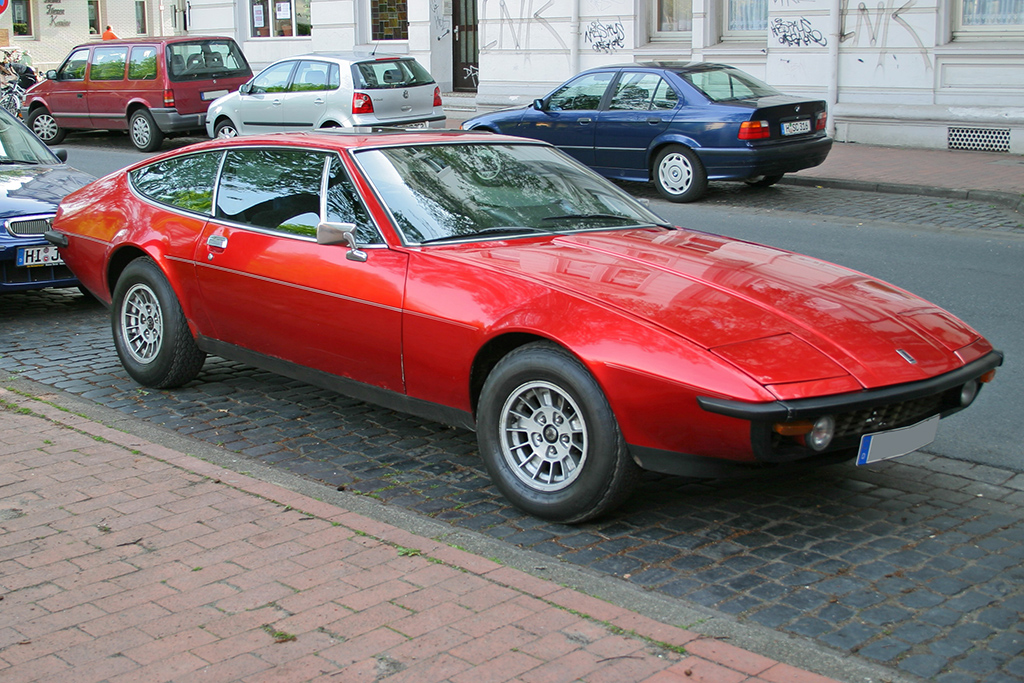
ビッター・CD
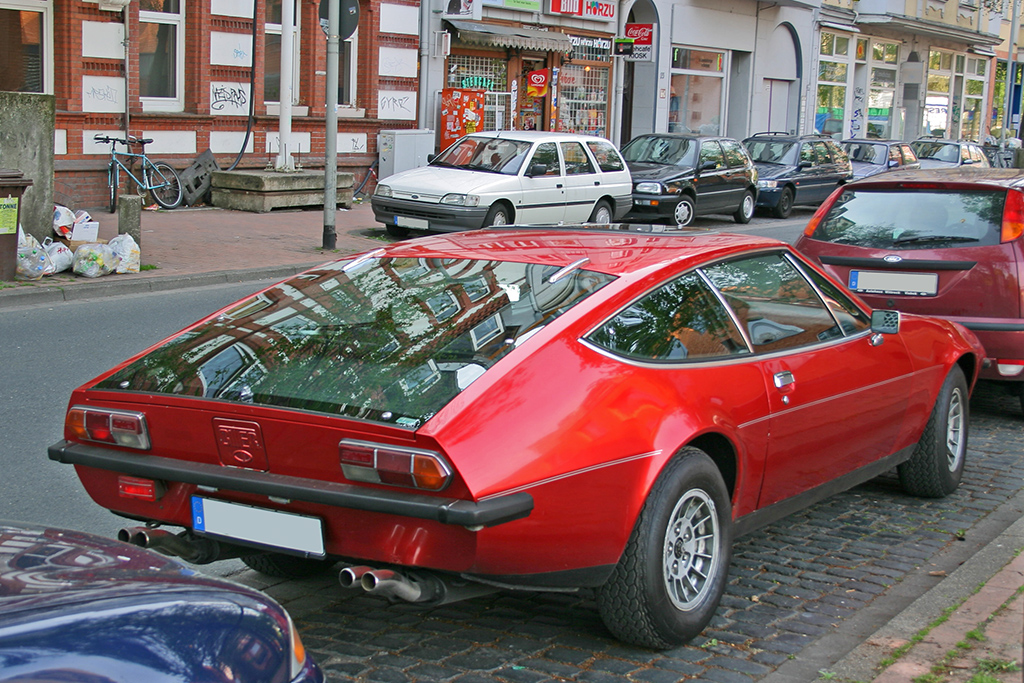
ビッター・CD
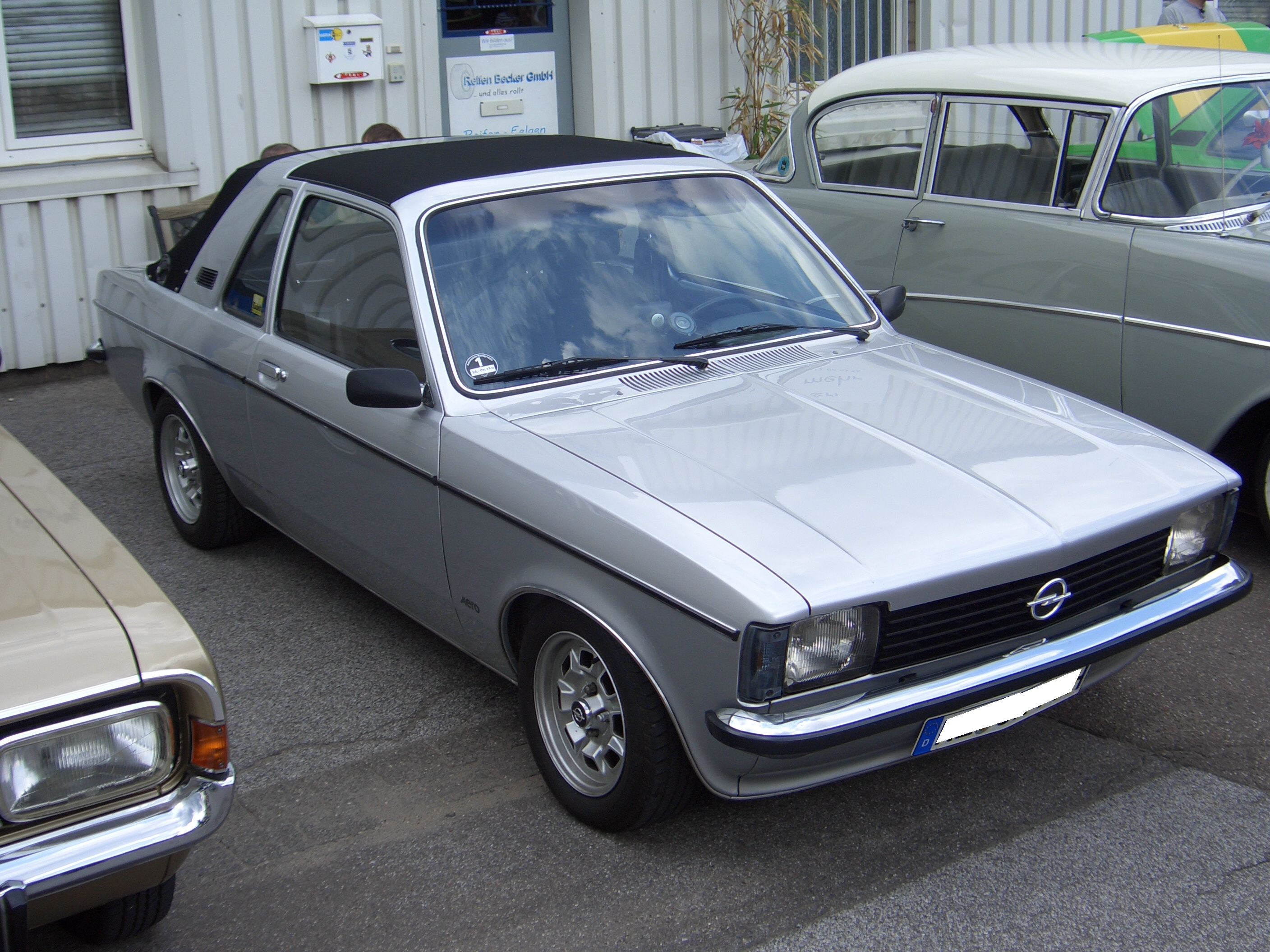
オペル・カデット C Aero
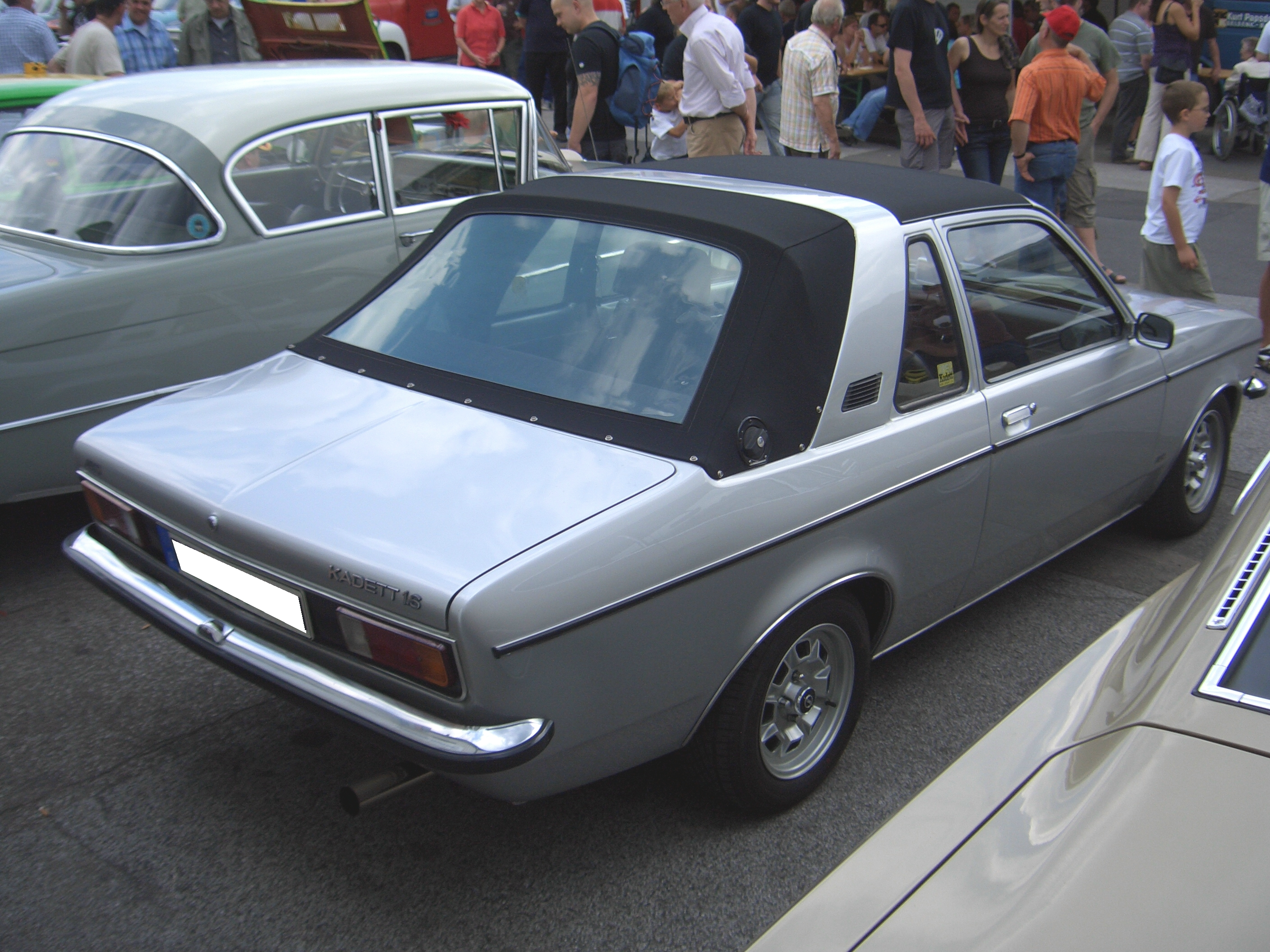
オペル・カデット C Aero
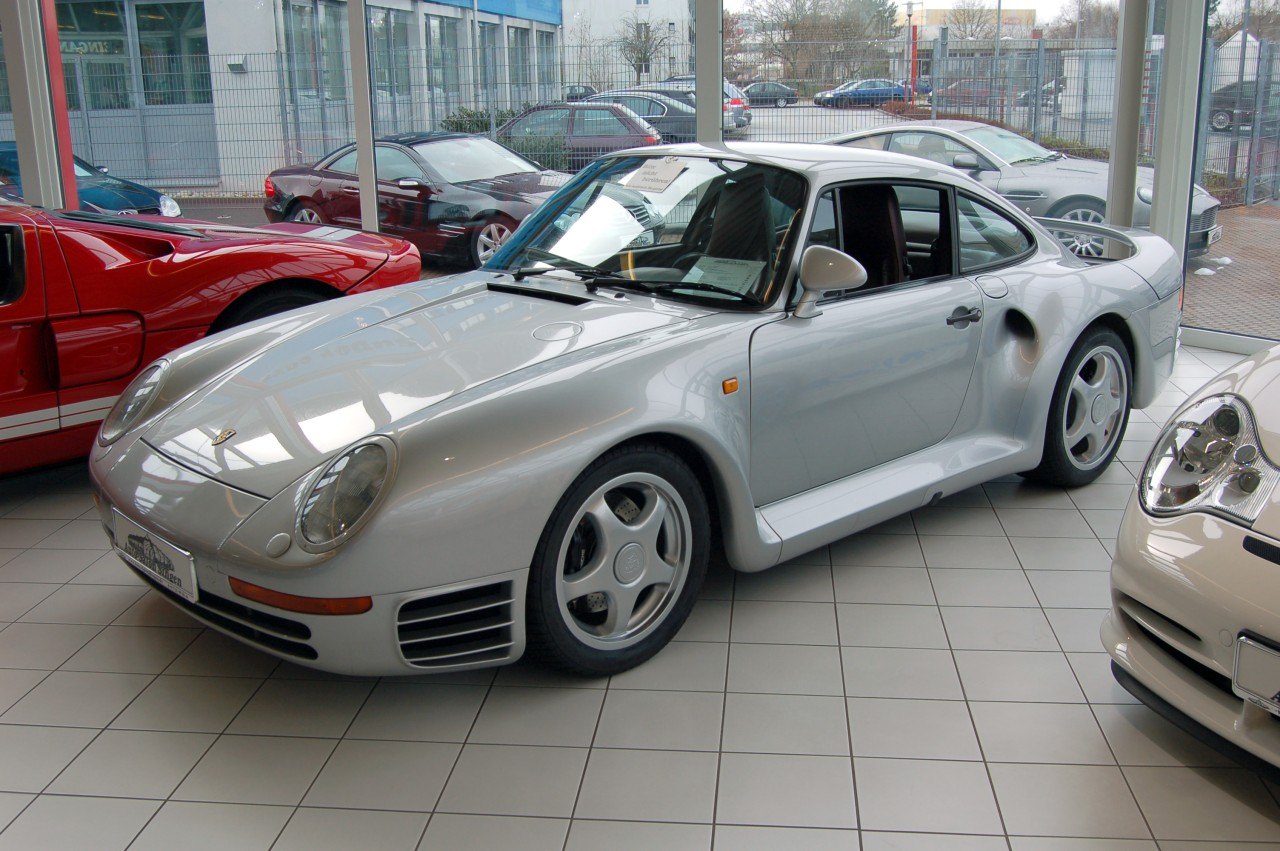
ポルシェ・959
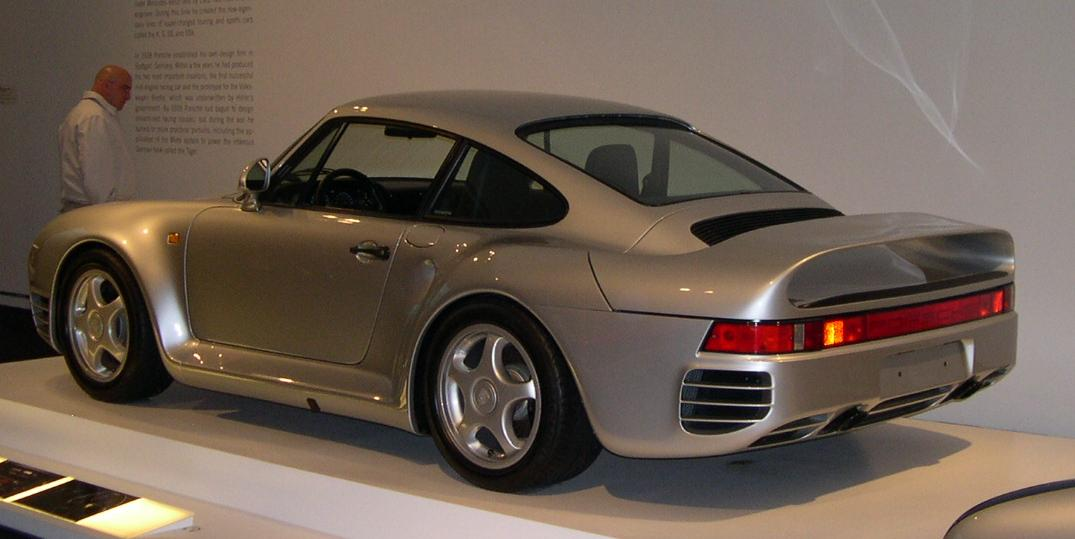
ポルシェ・959
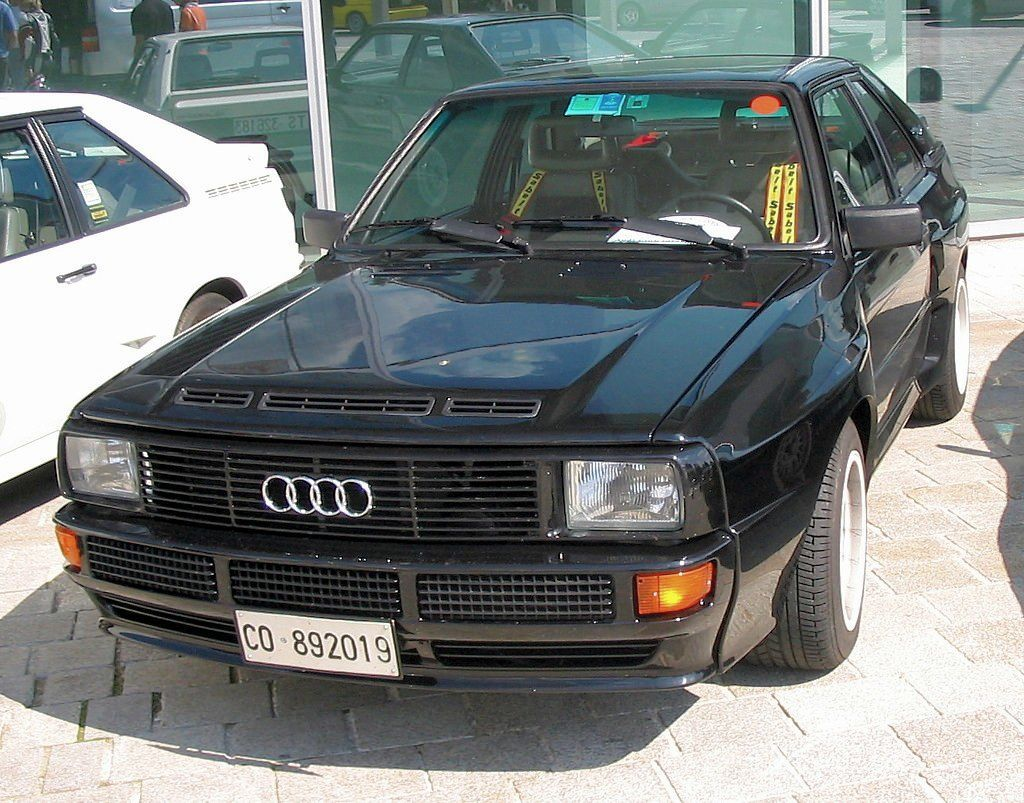
アウディ スポーツ・クワトロ